# Lars Pirak
Lars Nils Pirak, född 27 juli 1932 i Kvikkjokk, Norrbottens län, död 2 oktober 2008 i Jokkmokks församling, Norrbottens län, var en samisk målare, skulptör, konsthantverkare och sameslöjdare.
Lars Pirak växte upp i Luovvaluokta i Tuorpon sameby, och hade lulesamiska som modersmål. Hösten 1949  började han på Samernas folkhögskola i Jokkmokk, där hans intresse för konstslöjd väcktes på allvar. 1957 - 1968 undervisade han som slöjdlärare på skolan, och han var periodvis slöjdkonsulent för Same ätnam. Hans egen utbildning förde honom till Nääs slöjdseminarium, Carl Malmsten i Stockholm och Numanaskolan i Italien. 
Pirak har gjort offentliga utsmyckningar bland annat vid Samernas folkhögskola i Jokkmokk samt för Piteå stadshus. Han är känd för att vara en av de första som förnyade det samiska hantverket och finns representerad vid museer över hela världen. Han målade även i akvarell och olja och var dessutom jojkare.
Han har likaså gjort trä- och renhornsskulpturer; saltkaret "Saltripan" är mycket populär, liksom det droppformade hängsmycket "Pirakssmycket" från 1957.
Lars Pirak var den första samiska slöjdare som promoverades till filosofie hedersdoktor vid Umeå universitet 2003. Motiveringen till utnämningen lyder: "I sin konstnärliga gärning är Lars Pirak en förmedlare av den gamla samiska kulturen till kommande släktled. Han har deltagit i utställningar och finns representerad vid museer över hela världen".Han emottog Norrbottens läns landstings heders- och förtjänststipendium 2006.
Lars Pirak efterlämnade hustru, barn och barnbarn i Tuorpon sameby, vars logotyp Lars Pirak designat. Han är far till Katarina Pirak Sikku.